# Rasziwka
Rasziwka (ukr. Рашівка) – wieś na Ukrainie, w obwodzie połtawskim, w rejonie myrhorodzkim, w hromadzie Luteńka. W 2001 liczyła 2023 mieszkańców, spośród których 1947 wskazało jako ojczysty język ukraiński, 56 rosyjski, 6 mołdawski, 2 białoruski, 10 ormiański, a 2 inny.